# Беатрис Колин
Беатрис Колин (на английски: Beatrice Colin) е английски драматург и писателка на произведения в жанра драма, исторически любовен роман и детска литература.

## Биография и творчество
Беатрис Колин е родена на 14 октомври 1963 г. в Лондон, Англия. По-късно се премества със семейството си в Ланкашър, а след това в Глазгоу. Учи в университета на Глазгоу. Там сформира музикален дует с Джонатан Бернщайн. След дипломирането си започва собствен бизнес по моден дизайн и продължава да пее като беквокал заедно с новата си група – Pale Fire.
През 1990 г. започва работа в продуциране на радио арт програми и се насочва към кариера в журналистиката. Пише статии на свободна практика за Scotland on Sunday, The Scotsman, The Guardian, литературна критика за The Herald и театрална критика за The List. После става редактор по изкуствата на неделните модни страници на The List. По това време започва да пише сценарии за филми и радио, както и кратки разкази.
През 1996 г. се омъжва за Юън Морисън, с когото има две деца – Тео и Франсис.
Първият ѝ роман Nude Untitled е издаден през 2000 г. и е номиниран за награда за дебют. Пише и различни пиеси за Радио 4.
През 2001 г. семейството се мести в САЩ и живее в Бруклин. Там продължава да пише радиопиеси.
През 2003 г. се развежда и се връща в Глазгоу. През 2008 г. получава докторска степен от Стратклайдския университет и преподава там творческо писане от 2012 г.
През 2008 г. Беатрис се запознава с преподавателя Пол Харкин. С него обикаля Тексас, Оклахома, Колорадо и Ню Мексико за проучванията ѝ за поредната ѝ книга. Омъжва се за него през 2016 г.
През 2010 г. заедно със Сара Пинто публикува детската книга „Моята невидима сестра“, която през 2015 г. е екранизирана в едноименния филм.
Била е член на Кралския литературен фонд и ментор на Шотландския книжен тръст.
През 2016 г. е диагностицирана с рак на яйчниците. Беатрис Колин умира на 6 февруари 2019 г. в Глазгоу.

## Произведения

### Самостоятелни романи
- Nude Untitled (2000)
- Disappearing Act (2001)
- The Luminous Life of Lilly Aphrodite (2007) – издаден и като The Glimmer Palace
- The Songwriter (2010)
- To Capture What We Cannot Keep (2016)
Цветя от лед и пепел, изд.: „Софтпрес“, София (2017), прев. Паулина Мичева
- The Glass House (2020)

### Детска литература
- My Invisible Sister (2010) – със Сара Пинто
- Pyrate’s Boy (2013)

### Пиеси
- Maids of Orleans
- Mercury, Sulphur and Salt
- The Weight of Water Precious Bane
- King of Shadows
- Mapping the Heart
- The True Life of Bonnie Parker (2013)

### Сборници
- The Suffragettes' Party (2012)

## Екранизации
- 2015 Моята невидима сестра, Invisible Sister
- 2016 The Hide